# اکبرمحله
اکبرمحله (به لاتین: Əkbərməhəllə) یک منطقه مسکونی است که  در شهرستان آستارا واقع شده است.